# O-1125
O-1125（化学名：3-(1,1-二甲基己基-6-二甲基酰胺基)-Δ8-四氢大麻酚）是一种含氮有机化合物，化学式C
26H
39NO
3，属于一种大麻素，由美国Organix Inc公司开发，能作为镇痛药。